# Gasland
Gasland ist US-amerikanischer Dokumentarfilm aus dem Jahr 2010 über die Auswirkungen der Tiefbohrtechnik Fracking, mit der Erdgasvorkommen erschlossen werden. Er wurde von dem Filmemacher Josh Fox geschrieben und in Szene gesetzt.
Fox reiste durch mehrere betroffene Regionen der USA. Der Film präsentiert Aussagen und Erlebnisse der von negativen Auswirkungen betroffenen Anwohner und lässt zahlreiche Experten zu Wort kommen.
Der Film erhielt 2011 eine Oscar-Nominierung als „Bester Dokumentarfilm“, einen Emmy und weitere Preise. Daneben gab es auch kritische Stimmen: es wurden ihm eine tendenziöse Darstellung und inhaltliche Fehler vorgeworfen. 2013 folgte Gasland Part II.

## Inhalt
Im Mai 2008 wurden Josh Fox schriftlich 100.000 US-$ (ca. 86.222 Euro bzw. 80.712 CHF) angeboten. Diese Summe wollte ihm eine Firma bezahlen, um sein Land zu pachten und dort mit einer international als Hydraulic Fracturing bekannten Methode Gasvorkommen zu erschließen. Daraufhin informierte er sich in vier Bundesstaaten (Pennsylvania, New York, Ohio und West Virginia) darüber, welche Folgen es für ihn haben könnte, dieses Angebot zu akzeptieren. Im Verlauf dieser Reise wurde er in Wohnungen eingeladen, in denen die dort lebenden Familien ihr mittlerweile ungenießbares Leitungswasser anzünden konnten.
In der Annahme, dies stünde in Zusammenhang mit Hydraulic Fracturing, reiste Fox in vier weitere Bundesstaaten (Colorado, Wyoming, Utah und Texas) und besuchte Gegenden, in denen schon seit mindestens zehn Jahren mit Hydraulic Fracturing Gas gewonnen wird. Auch dort sprach er mit Anwohnern und erforschte Auffälligkeiten. Die Farmer in den Fracking-Gebieten klagen über Grundwasserverschmutzung und Häufung von Krankheiten sowie Luftverunreinigung. Verschmutztes Wasser landet in Flüssen und im Meer oder verdunstet von den Feldern und gerät in die Atmosphäre. Nur wenigen Farmern wurde aktiv geholfen.
Nachdem Josh Fox im Rahmen der Dokumentation mit Wissenschaftlern, Politikern und Vertretern der Industrie gesprochen hatte, wurde ihm zur Kenntnis gebracht, dass das Thema seines noch unfertigen Films inzwischen offiziell im Kongress diskutiert wurde. Hier fielen eine Reihe von Aussagen durch Lobbyisten, die eine Gesundheitsgefährdung ausschlossen. Der Regisseur blickt mit Sorgen in die Zukunft, was wohl wäre, wenn auch Europa das Fracking für sich entdecke.

## Produktion
Die Erstellung des Films dauerte 18 Monate, in denen insgesamt 200 Stunden Filmmaterial entstanden. Josh Fox hatte zunächst nur einen einzigen Helfer, mit der Zeit wuchs das Produktionsteam. Für die Filmmontage kam der Editor Matt Sanchez dazu.

## Rezeption

### Positiv
Robert Koehler vom Magazin Variety nannte die Dokumentation „einen der effektivsten und eindrucksvollsten Umweltfilme der vergangenen Jahre“ („one of the most effective and expressive environmental films of recent years“). Der Film „könnte für die Gefahren der Erdgasförderung werden, was Der stumme Frühling für DDT war“ („Gasland may become to the dangers of natural gas drilling what Silent Spring was to DDT“).
Stewart Nusbaumer schrieb in der Huffington Post, dass der Film die Zuschauer empören und damit gleich zu Aktivisten machen könne. („Gasland… just might take you from outrage right into the fire of action.“)
Die australische Filmkritikerin Julie Riggs bezeichnete die Dokumentation als „Horrorfilm“ und „Weckruf“. („A horror film, and a wake-up call.“)

### Negativ
Die Oil & Gas Conservation Commission des US-Bundesstaates Colorado reklamierte, dass dem Filmemacher bei der Darstellung von Vorkommnissen in Colorado mehrere Fehler unterlaufen seien. Ein direkter kausaler Zusammenhang zwischen den im Film gezeigten Umweltschäden und dem Fracking wird angezweifelt oder gar bestritten.
In einem Artikel im Magazin Forbes kommentierte Michael Economides, ein vormals in der Ölindustrie beschäftigter Technik-Professor an der Universität Houston und Mitglied beim klimawandelleugnenden Heartland Institute, die brennenden Wasserhähne. Die Darstellung sei extrem irreführend. Zwischen den Trinkwasserschichten und den gasführenden Schichten lägen hunderte bis tausende Meter angeblich undurchlässigen Gesteins. Jeder Austausch zwischen den Schichten geschehe daher, wenn überhaupt, in geologischen Zeiträumen über Jahrmillionen.
Kritik kam auch von Energy in Depth (EID), einer von der Erdöllobbygruppe Independent Petroleum Association of America gegründete und von mindestens 14 Erdölunternehmen finanzierte Kampagnenorganisation, die sich gegen Umweltschutzvorschriften, insbesondere beim Fracking einsetzt und immer wieder industriekritische Wissenschaftler angreift. Die Organisation veröffentlichte eine Liste, nach der der Film faktische Ungenauigkeiten enthalte, und produzierte darauf aufbauend einen eigenen Film namens TruthLand. Die Macher von Gasland reagierten mit einer Gegenschrift.
Der Dokumentarfilmer Phelim McAleer konfrontierte Gasland-Regisseur Josh Fox auf einer Veranstaltung in Chicago mit historischen Aufzeichnungen über entzündliches Erdgas im Leitungswasser in Burning Springs, lange bevor dort mit Fracking begonnen wurde. Fox antwortete, diese Information komme in Gasland nicht vor, weil sie ihm nicht relevant erschien. Nach Veröffentlichung des Videos der Konfrontation erreichten Fox und dessen Anwälte eine Löschung des Videos auf YouTube und Vimeo. Die FrackNation-Macher klagten jedoch erfolgreich auf Wiedereinstellung.
All dies inspirierte McAleer zum Dokumentarfilm FrackNation, welche die Motive und Glaubwürdigkeit von Fox hinterfragt.

## Wirkung
Nach der Veröffentlichung der Dokumentation kam es in Europa verstärkt zu Widerstand gegen geplante Tiefenbohrungen.
Am 17. November 2014 berichtete die FAZ über einseitige Berichterstattung und Desinformation im Internet am Beispiel von Fracking und Gasland.

## Auszeichnungen und Nominierungen

### Auszeichnungen
- 2011 Primetime Emmy Award for Outstanding Directing for Nonfiction Programming an Josh Fox
- 2010 Environmental Media Award for Best Documentary Feature
- 2010 Sundance Film Festival Special Jury Prize
- 2010 Big Sky Documentary Film Festival Artistic Vision award
- 2010 Thin Line Film Festival Audience Award
- 2010 Yale Environmental Film Festival Grand Jury Prize
- 2010 Sarasota Film Festival Special Jury Prize

### Nominierungen
- 2011 Academy Award for Best Documentary Feature
- 2011 Writers Guild of America Award for Best Documentary Screenplay.
- 2011 Primetime Emmy Award for Outstanding Cinematography for Nonfiction Programming (Josh Fox)
- 2011 Primetime Emmy Award for Outstanding Writing for Nonfiction Programming (Josh Fox)
- 2011 Primetime Emmy Award for Exceptional Merit in Nonfiction Programming (Josh Fox)